# Nobuhisa Kojima
Nobuhisa Kojima (jap. 小島 信久 ,Kojima Nobuhisa, 1933.), japanski astronom
Otkrio je u Ishikiju periodični komet 70P/Kojima.
Njemu u čast nazvan je asteroid 4351 Nobuhisa.